# Ukrainisches Buch-Institut
Das Ukrainische Buch-Institut (ukrainisch Український інститут книги (УІК), daher die Abkürzung UIK) ist eine Einrichtung des Kulturministeriums der Ukraine, deren Aufgabe darin besteht, die staatliche Politik auf dem Buchmarkt zu formulieren, das Lesen von Büchern zu befördern, die Veröffentlichung von Büchern zu unterstützen, die Übersetzung ukrainischer Literatur in Fremdsprachen zu stimulieren und überhaupt die ukrainische Literatur im Ausland anzuregen. In seiner innerukrainischen Tätigkeit ist das UIK damit dem Börsenverein des Deutschen Buchhandels und der Stiftung Lesen, in seiner internationalen dem Goethe-Institut zu vergleichen. Zugeordnet ist das UIK dem 2018 etablierten Ukrainischen Institut.

## Geschichte
2016 wurde auf Initiative des damals neu amtierenden Kulturministers der Ukraine Jewhen Nyschtschuk und anderen Akteuren aus dem Bereich des ukrainischen Verlagswesens und der ukrainischen Buchmessen – eine wichtige Rolle spielten die beiden Gründerinnen der Literaturplattform Chytomo, die zusätzlich in die Organisation des Kiewer Buch-Arsenals eintraten – nach zweijähriger Vorbereitung das Ukrainische Buch-Institut gegründet. Nach einigen Anfangsschwierigkeiten übernahm schließlich die erfahrene Leiterin des Book Forum Lviv Oleksandra Kowal im Herbst 2018 die Leitung. Angeregt war die Bildung des Buch-Instituts durch das bereits lange bestehende Buch-Institut Polens, durch das Goethe-Institut Kiew und den Austausch mit Partnern von der Frankfurter Buchmesse.

## Tätigkeit
Das Ukrainische Buch-Institut hat für sich mehrere Funktionen definiert und verschiedene Programme etabliert. Diese Funktionen und ebenso die nachfolgenden Programme sind in dem zugrundeliegenden gesetzlichen Statut und in den Selbstdarstellungen des UIK für Buchmessen und auf ihrer Webseite genannt.

## Funktionen
- Finanzierung von Übersetzungen ins Ukrainische / aus dem Ukrainischen
- Umsetzung staatlicher Programme zur Anregung und Unterstützung des Lesens, der Veröffentlichung von Büchern, und von Bibliotheken
- Organisation und Durchführung von Wettbewerben zur Herausgabe von Büchern, die noch nicht gedruckt sind
- Realisierung von Schriftsteller-Residenz-Programmen
- Initiierung von Forschungen zum Verlagswesen in der Ukraine, Voraussagen zu seiner Entwicklung
- Unterstützung der ukrainischen und ausländischen Verleger, die sich der Veröffentlichung ukrainischer Bücher widmen
- Entwicklung und Durchführung von Veranstaltungen, um das ukrainische Verlagswesen zu unterstützen
- Kommunikationsplattform für die Akteure des Verlagsgeschäfts
- Zusammenarbeit mit den Massenmedien.

## Programme
Zur Wirksamkeit seiner Funktionen hat das Buch-Institut sechs Hauptprogramme etabliert
- Förderung ukrainischer Literatur im Ausland, d. h. Internationale Projekte, Teilnahme an ausländischen Buchmessen, Schaffung eines globalen Netzwerkes von an ukrainischer Literatur interessierten Personen;
- Programm zur Förderung von Übersetzungen durch die Bereitstellung von Fördergeldern für ausländische Verleger;
- Programm Ukrainisches Buch, womit der Ausbau des ukrainischen Verlagswesens durch Finanzierung neuer Bücher unterstützt und angeregt wird;
- Programm Digitale Bibliothek, ein Projekt, womit eine umfassende, allgemein zugängliche digitale Basis ukrainischer Klassiker, neuer Bücher aber auch seltener Ausgaben gelegt werden soll;
- Leseförderung in der Ukraine;
- Bibliotheksförderung durch Ergänzung der Bestände öffentlicher Bibliotheken der Ukraine durch Anschaffung aktueller Literatur.

Die konkrete Umsetzung einzelner Programme zeigt sich in Folgendem:

### Übersetzungsprogramm
Das Übersetzungsprogramm Translate Ukraine trat erstmals 2020 in Wirkung. 53 Übersetzungen in Fremdsprachen, verlegt in 24 Ländern, wurden erstmals unterstützt, davon In Deutschland allein 5 ukrainische Autorinnen und Autoren.

### Bibliotheksförderung
Als Ergebnis des Programms wurden im Jahr 2018 den öffentlichen Bibliotheken der Ukraine 984448 Exemplare von 91 Verlagen im Wert von über 114 Millionen UAH (entsprechend fast 3,5 Millionen Euro) übergeben.

### Digitale Bibliothek
Als ein Beispiel der Digitalen Bibliothek kann die 14-bändige Edition der Werke Lessja Ukrajinkas 2021 angesehen werden, deren digitale Version über die Webseite des UIK auf Google Drive öffentlich zugänglich gemacht wird.

### Organisation ukrainischer und internationaler Literatur-Veranstaltungen und Buchmessen
Von den Literaturveranstaltungen innerhalb der Ukraine sind hervorzuheben:
- Mitorganisation von Veranstaltungen auf der 25. Ausgabe des Book Forum Lviv 2018;
- Mitorganisation des Seminars Publishers' Guide: How to conquer Europe im Rahmen des Forums Kreative Ukraine 2019;
- Partnerschaft im Projekt Der Osten liest (Схід читає), bei dem die Bibliotheken der Ostukraine mit ukrainischer Literatur versorgt und Lesungen veranstaltet wurden.

Die Organisation der Teilnahme der Ukraine an internationalen Buchmessen, die bis dahin nachlässig von Akteuren des ukrainischen staatlichen Fernsehens für das Kulturministerium der Ukraine erfolgte, ging seit Bestehen des UIK in die Hände desselben über. So organisierte das UIK seither erfolgreiche Teilnahmen ukrainischer Verleger auf den jeweiligen ukrainischen Nationalständen auf folgenden Buchmessen:
- Book World Prague 2018
- Frankfurter Buchmesse ab 2018

ab 2019 dann
- Bologna Children’s Book Fair
- Pariser Buchmesse
- London Book Fair
- Buch Wien
- Buchmesse Rom
- Buchmesse Minsk
- Buchmesse Sofia
- Buchmesse Vilnius
- Buchmesse Montreal
- Buchmesse Abu Dhabi

Infolge der COVID-2019-Epidemie ist die Tätigkeit des UIK seit 2020 ins Stocken gekommen, und zwar sowohl in seiner Aktivität als auch in seinen Ressourcen.